# Bareinlage
Unter Bareinlagen versteht man Kapitaleinlagen, die einer Gesellschaft in Form von gesetzlichen Zahlungsmitteln (bar oder Banküberweisung) zur Verfügung gestellt werden. Gegensatz ist die Sacheinlage.

## Allgemeines
Da Gesellschaften als juristische Personen eine eigene Rechtspersönlichkeit darstellen, müssen ihre Gesellschafter das Gründungskapital oder Kapitalerhöhungen aus ihrer Privatsphäre in die Gesellschaftssphäre übertragen. Im Regelfall geschieht dies in Form der Bareinlage durch Geldzahlung. Der (zu errichtende) Gesellschaftsvertrag sieht sowohl die Art als auch die Höhe des von jedem Gesellschafter zu erbringenden Kapitalanteils vor. Wird nichts über die Art der Kapitaleinlage geregelt, ist von einer Bareinlage auszugehen; denn Sacheinlagen oder Sachübernahmen sind im Gesellschaftsvertrag ausdrücklich festzulegen und damit die Ausnahme. Der Kapitalanteil wird vom Gesellschafter als Bareinlage erbracht, indem er ihn der Gesellschaft durch Geldzahlung zur Verfügung stellt.

## Rechtsfragen
Bareinlagen haben den Zweck, die Gesellschaft mit liquiden Mitteln auszustatten und die Haftungsmasse zu stärken. Bei Kapitalgesellschaften ist der Nachweis der Einzahlung der Bareinlage sogar die Voraussetzung für die Eintragung ins Handelsregister. Die Anmeldung der AG zum Handelsregister wird davon abhängig gemacht, dass der auf jede Aktie eingeforderte Betrag ordnungsgemäß eingezahlt worden ist (§ 54 Abs. 3 AktG), „soweit nicht Sacheinlagen vereinbart sind“. Das Gesetz geht also im Normalfall von der Bareinlage aus. Auch bei der GmbH darf deren Anmeldung erst erfolgen, wenn mindestens 25 % des Stammkapitals eingezahlt sind (§ 7 Abs. 2 GmbHG). Der Kapitalanteil ist so zu leisten, dass er zu endgültigen freien Verfügung des Vorstands der AG (§ 36 Abs. 2 AktG) und der Geschäftsführung der GmbH steht (§ 8 Abs. 2 GmbHG). Die Einzahlung ist dem Registergericht durch Kontogutschrift nachzuweisen. Bei Personengesellschaften hingegen fehlt es an derartigen strengen Voraussetzungen. Die Anmeldung zum Handelsregister erfordert bei OHG (§ 107 Abs. 1 HGB, § 123 Abs. 1 HGB) und KG (§ 162 HGB) keinen Nachweis, dass die Einlage erbracht worden ist. Selbst der Kommanditist muss seine Einlage nicht erbringen, sondern haftet dann unmittelbar; mit Zahlung seiner Kommanditeinlage wird er haftungsfrei (§ 172 Abs. 1 HGB). Eine Personengesellschaft erbringt bei der Aufnahme eines Gesellschafters gegen Zahlung einer Bareinlage mangels wirtschaftlicher Tätigkeit keine umsatzsteuerliche Dienstleistung an diesen im Sinne des § 1 Abs. 1 Nr. 1 UStG. Bareinlagen sind steuerrechtlich erfolgsneutral.
Während Bareinlagen nicht insgesamt sofort fällig sind (ausstehendes Kapital), müssen Sacheinlagen sofort erbracht werden.

## Arten
Bareinlage ist jede Einlage, die in gesetzlichen Zahlungsmitteln oder als Barzahlung zugelassene unbare Zahlung erfolgt. Die Bareinzahlung in die Gesellschaftskasse ist die einzige direkte Barzahlungsform. Zugelassene unbare Zahlungsformen sind die Banküberweisung oder Geldsurrogate wie Scheck- oder Wechselzahlung als Kontogutschrift bei einem Kreditinstitut zu Gunsten der Gesellschaft (§ 54 Abs. 3 AktG).

## International
Auch international sind Bareinlagen die übliche Form des Gesellschaftskapitals. In der Schweiz verlangt Art. 774 Abs. 2 OR, dass 50 % des Nennkapitals vor Eintragung zu leisten sind, gleichgültig ob Bar- oder Sacheinlagen. Eine Liberierung als Sacheinlage ist nach Art. 777c Abs. 2 OR möglich. Das französische Recht definiert Bareinlagen („l’apport de numéraire“) als Geldbetrag, der der Gesellschaft bei Gründung oder im Rahmen einer Kapitalerhöhung als Gegenleistung für Gesellschafterrechte zur endgültigen Verfügung übereignet wird. Bareinlagen sind auf einem Sperrkonto bei einer Bank oder einem Notar zu deponieren. Im englischen Recht gibt es eine weite Definition der Bareinlage („cash contribution“).